# Guesch Patti
Guesch Patti, ursprungligen Patricia Porasse, född 16 mars 1946 i Paris, är en fransk sångare. Hennes artistnamn kommer från ett smeknamn hon hade som barn, Guesch, och ett smeknamn för Patricia, Patti. Hennes karriär började vid nio års ålder när hon dansade balett på Opéra National de Paris tillsammans med koreografen Roland Petit, tillsammans med några andra framträdanden, till exempel på en varietédans på TV.

## Musik
Porasse startade sin sångkarriär 1965 genom två relativt okända skivor. Hennes första riktiga genombrott kom 1987/1988 med låten Étienne som sålde guldskiva i Frankrike. Låten såldes i mer än en och en halv miljon exemplar, och var rankad #1 i flera länder, däribland Frankrike och Italien. Albumet Labyrinthe, släppt 1988, var framgångsrikt likaså, och vann en Victoire de la musique 1988, i kategorin "Årets kvinnliga nykomling". Singeln "Let Be Must The Queen" nådde #25 i Frankrike och #21 i Österrike.
Hennes påföljande album, Nomades, blev inte lika framgångsrikt. Hennes tredje album, Gobe, var inte speciellt framgångsrikt heller. Hennes fjärde album, utkommet 1995, Blonde, blev betydligt mer framgångsrikt och var mycket annorlunda från de tidigare, exempelvis med mer elektroniska effekter, samt med många samarbeten med andra artister. Från albumet utkom tre singlar, och några av låtarna var soundtrack till filmen The Pillow Book. 2000 gav hon ut sitt femte album, Dernières Nouvelles, med en påföljande DVD.

## Teater och film
På grund av flera av den mindre framgången av några av albumen utgivna under 90-talet bestämde sig Patti för att sluta med musik och ägna sig åt annan konstnärlig verksamhet, däribland en danskarriär som hon upptog igen, framförallt genom showen "Elle sourit aux larmes". Patti var även med i ett antal filmer och teaterföreställningar samt satt i juryn i ett dansprogram i Frankrike år 2006.

## Diskografi

### Album
- Labyrinthe (1988)
- Nomades (1990)
- Gobe (1992)
- Blonde (1995)
- Dernières nouvelles (2000)

### Singlar
- "Somnifères" (1984)
- "Étienne" (1987)
- "Let be must the queen" (1988)
- "Cul Cul Clan" (1988)
- "Bon anniversaire" (1988)
- "L'homme au tablier vert" (1990)
- "Comment dire" (1990)
- "Nomade" (1990)
- "Wake up" (1992)
- "Mélomane" (1992)
- "La marquise" (1995)
- "Amnésie" (1995)
- "Blonde" (1996)
- "4+1" (2000)
- "Dans tes yeux" (duett med Gonzales) (2002)

### DVD
- "Dernières nouvelles" (2002)